# بانک البلاد
بانک البلاد (به عربی: بنك البلاد) شرکت خدمات مالی و بانکداری عربستانی است، که در سال ۲۰۰۴ با سرمایه اولیه ۳ میلیارد ریال سعودی تأسیس شد و در حال حاضر دارای ۸۲ شعبه بانکداری خرد می‌باشد.
شعبه مرکزی بانک البلاد در شهر ریاض، عربستان سعودی قرار دارد و بخشی از سهام آن در بازار بورس تداول معامله می‌شود.